# Wild God
Wild God è il diciottesimo album in studio del gruppo musicale australiano Nick Cave and the Bad Seeds, pubblicato il 30 agosto 2024 da PIAS Recordings.

## Tracce
Testi di Nick Cave, musiche di Nick Cave e Warren Ellis..
1. Song of the Lake – 3:36
2. Wild God – 5:19
3. Frogs – 4:34
4. Joy – 6:13
5. Final Rescue Attempt – 3:56
6. Conversion – 5:17
7. Cinnamon Horses – 5:16
8. Long Dark Night – 3:33
9. O Wow O Wow (How Wonderful She Is) – 4:33
10. As the Waters Cover the Sea – 2:04

## Formazione
Nick Cave and the Bad Seeds
- Nick Cave – voce, piano, cori
- Warren Ellis – sintetizzatore, piano, flauto, violino, chitarra, tastiera, cori
- George Vjestica – chitarra elettrica, chitarra acustica
- Martyn P. Casey – basso
- Thomas Wydler – batteria
- Jim Sclavunos – vibrafono, percussioni, cori

Altri musicisti
- Carly Paradis – fischio (traccia 9)
- Colin Greenwood – basso
- Luis Almau – chitarra acustica
- Anita Lane – voce (traccia 9)
- Double R Collective – cori

## Classifiche

### Classifiche settimanali
| Classifica (2024) | Posizione massima |
| ----------------- | ----------------- |
| Australia         | 1                 |
| Italia            | 15                |
| Regno Unito       | 5                 |
| Stati Uniti       | 66                |

### Classifiche di fine anno
| Classifica (2024) | Posizione |
| ----------------- | --------- |
| Portogallo        | 143       |